# Gustav Giemsa

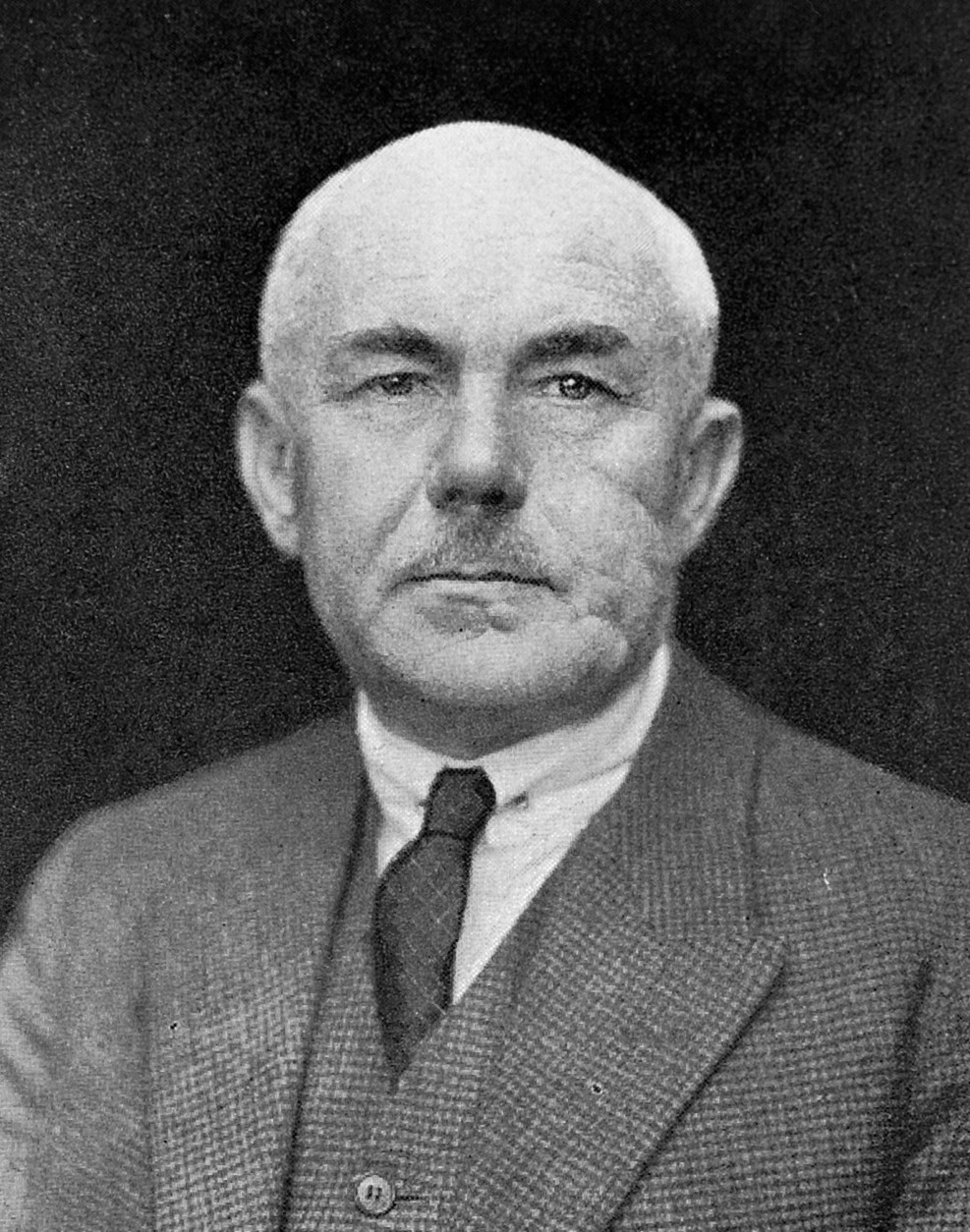
Gustav Giemsa

Gustav Giemsa (Blachownia Śląska, 20 november 1867 – Biberwier, 10 juni 1948) was een Duits scheikundige en bacterioloog die bekend werd door het ontwikkelen van de Giemsa-kleuring.